# Sân bay Cardiff
Sân bay Cardiff (tiếng Wales: Maes Awyr Caerdydd) (mã sân bay IATA: CWL, mã sân bay ICAO: EGFF) là một sân bay quốc tế phục vụ Cardiff, và phần còn lại của miền Nam, Trung và Tây xứ Wales. Khoảng 1,4 triệu hành khách qua sân bay vào năm 2010.
Nó nằm trong ngôi làng Rhoose, Vale of Glamorgan, 12 dặm Anh (19 km) về phía tây của trung tâm thành phố Cardiff, thành phố lớn nhất và thủ phủ xứ Wales.
Sân bay Cardiff thuộc sở hữu của TBI plc. Đây là sân bay duy nhất ở xứ Wales cung cấp các chuyến bay quốc tế dự kiến được phục vụ theo lịch trình, hàng không giá rẻ, kinh doanh và Điều lệ; và cũng hỗ trợ doanh nghiệp và hàng không chung. Phần lớn các chuyến bay quốc tế Tây Ban Nha, Ireland và Hà Lan.
Sân bay này là một cơ sở cho Manx2, Thomson Airways và hãng hàng không Thomas Cook với Flybe là hãng hàng không lớn nhất tại sân bay Cardiff.

## Lịch sử
Lịch sử của sân bay mở rộng trở lại đầu những năm 1940, khi Bộ hàng không trưng dụng đất trong  nông thôn Vale của Glamorgan để thiết lập một sân bay vệ tinh thời kỳ chiến tranh và cơ sở đào tạo, đặt tên là RAF Rhoose, cho các phi công Không quân Hoàng gia (RAF) Spitfire. Công tác xây dựng bắt đầu vào năm 1941, và sân bay chính thức bắt đầu hoạt động vào ngày 07 tháng 4 năm 1942 khi nó được tiếp quản bởi không có đơn vị Đào tạo vận hành 53.
Tiềm năng thương mại của đường băng đã được công nhận vào đầu những năm 1950 với Aer Lingus bắt đầu một dịch vụ bay nối Dublin vào năm 1952. Các chuyến bay dân sự từ sân bay thành phố Cardiff Pengam người Moor đã được chuyển giao cho Rhoose ngày 1 tháng 4 năm 1954. Sau đó nhà ga được xây dựng, cùng với các chuyến bay đến Pháp, Belfast và Cork. Một leo thang trong kinh doanh điều lệ kỳ nghỉ dẫn đến số hành khách thông qua trên 100.000 vào năm 1962.
Ngày 01 tháng 4 năm 1965 của Bộ Hàng không bàn giao sân bay để Glamorgan County Hội đồng và nó đã được đổi tên thành sân bay Glamorgan (Rhoose). Hội đồng bắt đầu một kế hoạch năm năm để phát triển sân bay bao gồm một tháp điều khiển mới, xây dựng thiết bị đầu cuối và một phần mở rộng đường băng.
Trong những năm 1970, máy bay siêu âm Concorde thực hiện một chuyến bay vào sân bay vào những dịp đặc biệt. Đây là những giới hạn bởi độ dài của đường băng, có nghĩa là nó có thể chỉ đất nhẹ nhàng, và chỉ cất cánh mà không có hành khách và với một khối lượng nhiên liệu tối thiểu. Trong những năm 1980, tên của nó đã được thay đổi thành 'sân bay Cardiff, Wales'.